# Кау Палас
Кау Палас (на английски: Cow Palace в превод „Кравешки палат“) е зала, която се намира на границата между окръзите Сан Франциско и Сан Матео в щата Калифорния, САЩ. Адресът на залата е в град Дейли Сити, окръг Сан Матео, но физически част от нея се намира и в окръг Сан Франциско и е всеизвестно, че се намира и в двата окръга.
Залата е била домакинският терен на Сан Франциско Уориърс от НБА от 1962-1964 и от 1966 – 1971 и на Сан Хосе Шаркс от НХЛ от 1991-1993. Залата е с капацитет от 11 100 седящи места за хокей на лед и 11 100 за баскетболни срещи.
В залата се провеждат всевъзможни спортни, забавни и музикални мероприятия. Залата има условия за пригодяване към прояви свързани с животни от което исторически идва и името ѝ.